# Tour Gioia 22
La tour Gioia 22 (en italien : Torre Gioia 22) est un gratte-ciel de Milan en Italie.

## Histoire
Les travaux de construction du gratte-ciel, commencés en 2018 avec la démolition d'un précédent bâtiment institutionnel, se termineront en 2021.

## Description
Avec 121 mètres de hauteur et 26 niveaux, la tour Gioia 22 est le neuvième bâtiment le plus haut de Milan.

## Galerie d'images

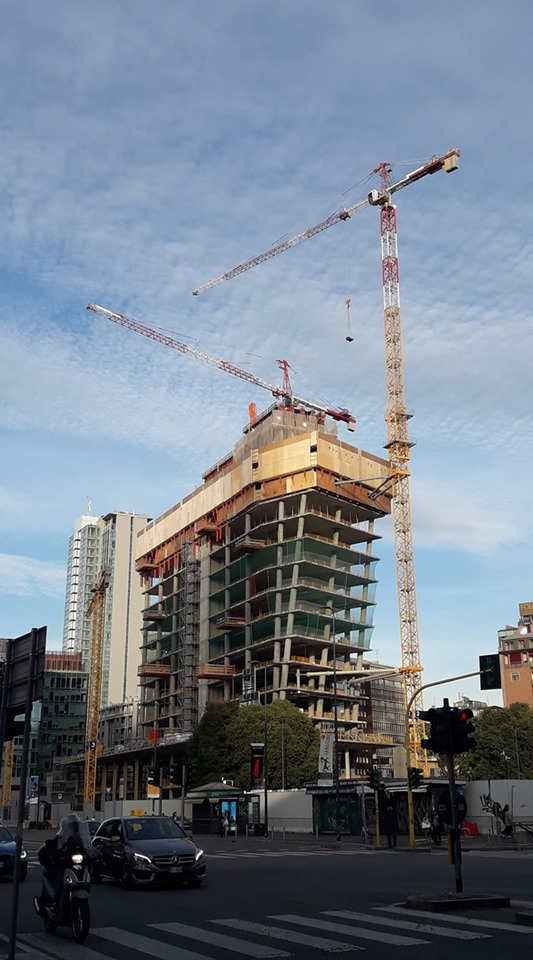
Octobre 2019
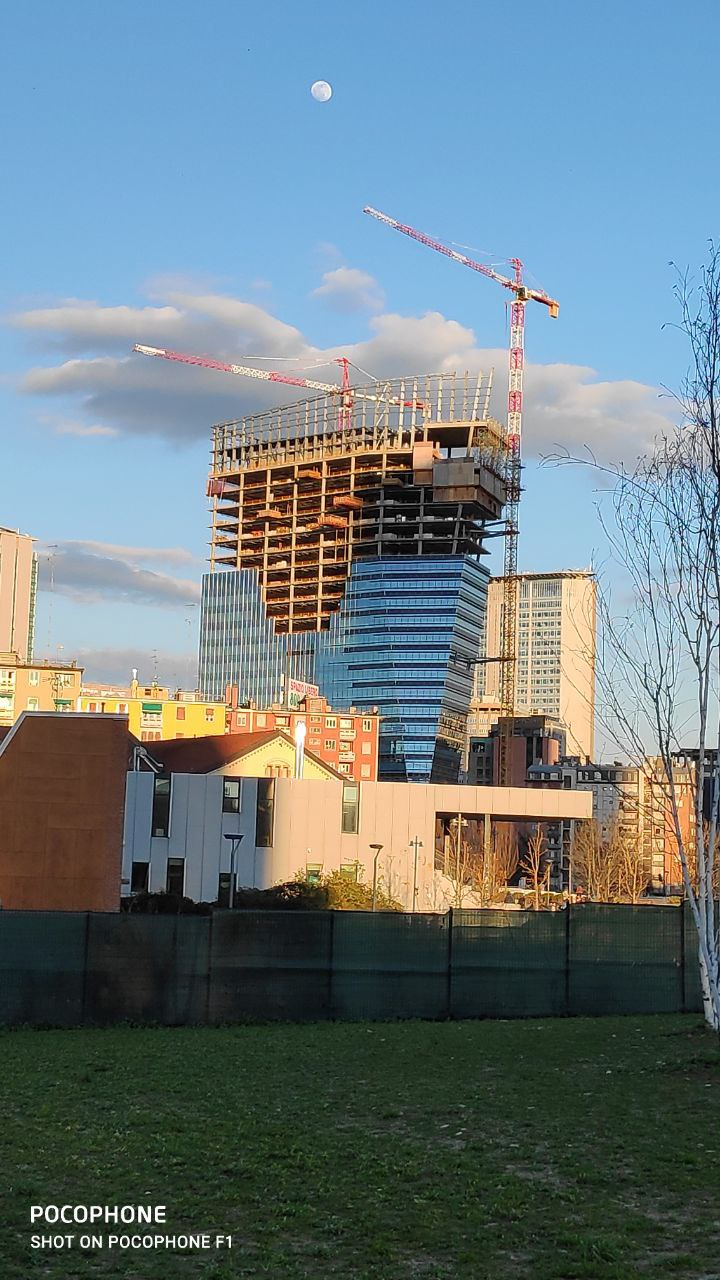
Mars 2020
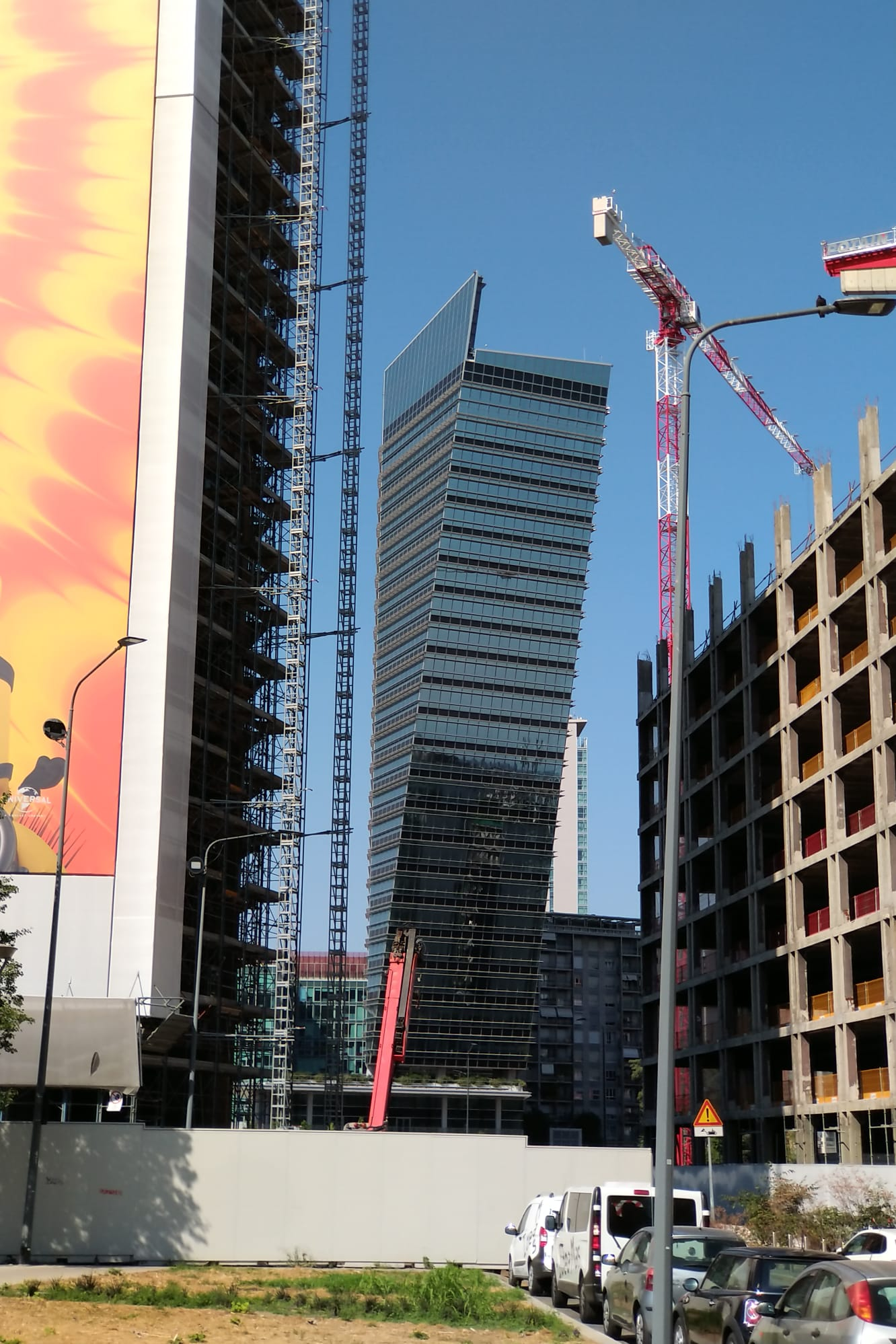
Juillet 2022